# Full Metal Jacket
Full Metal Jacket är en amerikansk/brittisk krigsfilm från 1987 i regi av Stanley Kubrick. Filmen är baserad på boken Kort tid kvar av Gustav Hasford. I huvudrollerna ses Matthew Modine, Adam Baldwin, Vincent D'Onofrio och R. Lee Ermey. Filmen följer en pluton amerikanska marinkårssoldater genom deras grundutbildning och skildrar några av erfarenheterna från två av dem i Têt-offensiven (1968) under Vietnamkriget. 
Filmens titel syftar på helmantlad ammunition som används av infanterisoldater.

## Handling
Filmen består av två delar. Den första halvan av filmen utspelar sig på Marine Corps Recruit Depot Parris Island i Beaufort, South Carolina, den andra halvan mitt i Vietnamkriget.
Ett antal marinkårsrekryter har anlänt till militärbasen Parris Island. De blir snaggade och får träffa sitt befäl, den hårdföre instruktören, gunnery sergeant Hartman (R. Lee Ermey), vars uppgift är att utbilda soldater för det pågående Vietnamkriget. Filmen följer framförallt menige James T. Davis (Matthew Modine), som av Hartman får smeknamnet "Joker" efter att ha skojat under uppställningen, och Leonard Lawrence (Vincent D'Onofrio), som får smeknamnet "Gomer Pyle", efter en enfaldig TV-karaktär. Pyle, som är överviktig och framstår som lätt ointelligent, blir snabbt plutonens hackkyckling.
Joker, som agerar berättarröst genom filmen, blir snart Pyles gruppchef och får rollen som hans mentor. Pyles prestation förbättras rejält. Vid en inspektion har Pyle dock glömt att låsa sin materiellåda. När Hartman söker igenom kistan hittar han en syltmunk som Pyle har smugglat in. Hartman ger plutonen en kollektiv bestraffning och lovar att fortsätta att göra det varje gång Pyle gör bort sig. Resten av rekryterna, inklusive Joker, hämnas på Pyle genom att hålla fast honom när han sover och slå honom med tvålar insurrade i handdukar.
Denna händelse driver gradvis Pyle till ett psykotiskt tillstånd. Joker reagerar när han ser Pyle, vars vapenhantering imponerar till och med på Hartman, tala med sitt vapen. Alla klarar slutövningen och antas som soldater. De flesta, inklusive Pyle, hamnar i infanteriet, medan Joker får tjänstgöring som journalist. Sista natten på militärbasen går Joker eldvakt när han upptäcker att någon befinner sig i toalettrummet. Där sitter Pyle och laddar sitt gevär med skarp ammunition. Joker försöker att lugna honom, men Pyle är högljudd och väcker Hartman som skäller ut honom och kräver att Pyle lämnar över vapnet. Pyle skjuter då Hartman och begår sedan självmord genom att skjuta sig själv genom munnen, allt inför en skräckslagen Joker.

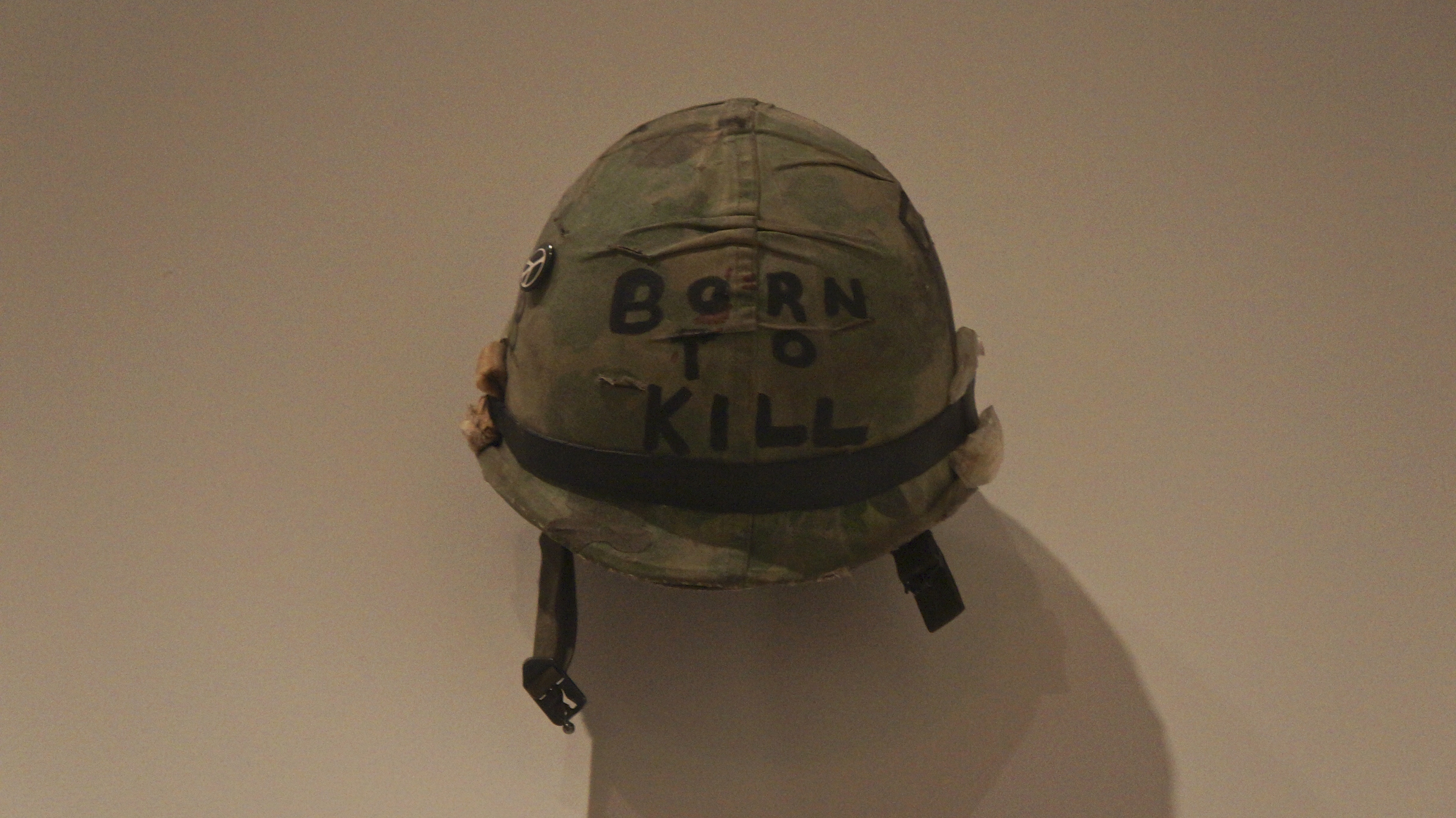
Jokers hjälm från filmen vid Los Angeles County Museum of Art (2013).

I den andra halvan av filmen, som utspelar sig i januari 1968, har Joker anlänt till det krigshärjade Vietnam som krigskorrespondent för Stars and Stripes. Han hamnar mitt i Têt-offensiven där han för första gången får delta i strid. Han blir tillsammans med krigsfotografen "Rafterman" (Kevyn Major Howard) placerad i Phu Bai i närheten av Huế för att rapportera från striderna i området. Där möter de löjtnant Walter J. Schinowsky (Ed O'Ross), alias "Touchdown", Jokers medrekryt "Cowboy" (Arliss Howard) och "Animal Mother" (Adam Baldwin). Tillsammans deltar de i slaget om Huế, där Touchdown dör och Crazy Earl (Kieron Jecchinis) tar befälet över gruppen. Crazy Earl dör snart därpå av en försåtminering, och Cowboy tar motvilligt över befälet.
Truppen decimeras ytterligare av en krypskytt och även Cowboy dör. Animal Mother leder de kvarvarande in i byggnaden där krypskytten befinner sig. Joker finner krypskytten som visar sig vara en ung flicka, men då han skall skjuta henne låser sig hans vapen. Medan han försöker få fram sin pistol dyker Rafterman upp och skottskadar flickan. Hon dör inte direkt, utan ligger blödande och ber om att få dö. Animal Mother vill lämna henne åt råttorna, men går med på ett nådaskott under förutsättning att Joker utdelar det. Joker skjuter henne med sin pistol och filmen slutar med att soldaterna återvänder till bivacken till tonerna av vinjetten från barnprogrammet Mickey Mouse Club.

## Rollista i urval
| Matthew Modine     | – James T. "Joker" Davis                    |
| Vincent D’Onofrio  | – Leonard "Gomer Pyle" Lawrence             |
| R. Lee Ermey       | – Gunnery Sergeant Hartman                  |
| Arliss Howard      | – Robert "Cowboy" Evans                     |
| Adam Baldwin       | – Sergeant "Animal Mother"                  |
| Dorian Harewood    | – Korpral "Eightball"                       |
| Kevyn Major Howard | – "Rafterman"                               |
| Ed O'Ross          | – Löjtnant Walter J. "Touchdown" Schinowski |
| Ngoc Le            | – Krypskytten                               |

## Produktion
Filmen är dels baserad på Gustav Hasfords bok The Short-Timers som han började skriva när han tjänstgjorde i Vietnam. Michael Herr, som skrev filmmanuset tillsammans med Kubrick, har kopierat vissa scener från sin bok Reports som är en sammanställning av hans upplevelser som journalist under Vietnamkriget. Många av namnen i filmen är tagna från folk som han tjänstgjorde med. Halva filmen utspelar sig vid ett utbildningsförband och andra halvan i Vietnam. Hela filmen inklusive Vietnam-scenerna är inspelade i Storbritannien eftersom Kubrick hade emigrerat dit och kom att spela in många av sina kommande filmer där.

### Musik
"Abigail Mead" (alias för Kubricks dotter Vivian) skrev musiken till filmen. Enligt en intervju, som publicerades i januari 1988 i tidskriften Keyboard Magazine, gjordes filmmusiken mestadels med en Fairlight CMI-synthesizer (den då aktuella Serie III-utgåvan) och en Synclavier. För musik för just den tidsperioden gick Kubrick igenom Billboard-listor över topp 100-hits för varje år mellan 1962 och 1968 och provade många låtar men "ibland var det dynamiska omfånget i musiken för stor och vi kunde inte arbeta i dialog".
- Johnnie Wright – "Hello Vietnam"
- The Dixie Cups – "Chapel of Love"
- Sam the Sham and the Pharaohs – "Wooly Bully"
- Chris Kenner – "I Like It Like That"
- Nancy Sinatra – "These Boots Are Made for Walkin'"
- The Trashmen – "Surfin' Bird"
- Goldman Band – "Marines' Hymn"
- The Rolling Stones – "Paint It Black" (eftertext)

En singel, "Full Metal Jacket (I Wanna Be Your Drill Instructor)", av Mead och Nigel Goulding, släpptes för att göra reklam för filmen. Den innehåller Ermeys kadenser från filmen. Singeln nådde #2 på de brittiska poptopplistorna.